# 德川齊禮
德川齊禮（1803年11月16日—1830年8月2日），御三卿一橋德川家第4代當主。

## 生平
享和三年（1803年）十月初三，3代当主德川齊敦次子松之助誕生。文化元年（1804年）九月廿八为一橋家世子。文化十一年（1814年）二月十九加元服，受伯父将軍・德川家齐偏諱得名齐礼，任兵部卿。
文化十二年（1815年）八月初五叙从三位左近衛权中将，文化十三年（1816年）九月初四，父齐敦去世，同年十月初四，就任一橋家当主。文政二年（1819年）四月初六，与伯父田安德川家当主・德川齐匡之女近姬成婚。
文政六年（1823年）七月初八返納幕府遠江国1万石，代賜摄津国1万石。文政10年（1827年）二月十八返納幕府遠江国・武藏国・下野国三国3万石，代賜摄津国・越後国・備中国三国3万石。同年閏六月初一就任参議。
文政十三年（1830年）六月十四，二十八岁时去世，法号憲德院。天保七年（1836年）六月初二，追贈权中纳言。
無嗣子，養子齊位（齊匡第四子、近姬異母弟）嗣位。